# 维普斯语文学
维普斯语文学（Ве́псская литерату́ра）一般指维普斯人用维普斯语创作的文学。

## 维普斯人的民间文学
在民间文学的体裁中，具有史诗雏形的作品引人注目——这些是关于当地最早定居者（所谓的“祖先老爷们”паны-предки）以及古代楚德人的传说。童话史诗（神奇童话、生活童话、讽刺童话）也得到了发展。某些仪式民俗体裁保存得相当稳固，例如丧葬哭丧歌。各种谚语、俗语和名言警句也广为流传。

## 20—21世纪
维普斯书面文字的创制始于1931年，当时出版了学校教材、文选和词典。但在1938年，维普斯语书籍被焚毁，教师和其他社会活动家遭到逮捕并被驱逐离开故乡。
维普斯语文学在卡累利阿的萌芽始于改革时期（Перестройка）的最初几年。在1980年代，在苏联作家协会卡累利阿分会举办的青年作家会议上，留里克·洛宁、爱德华·布龙佐夫、维亚切斯拉夫·西多罗夫等一批青年作家开始崭露头角。来自舍尔托泽罗村的诗人阿列夫京娜·安德烈耶娃（1938年—2001年）也用维普斯语写作。

## 维普斯族作家
以下作家采用俄语和维普斯语双语创作：
- 尼古拉·维克托罗维奇·阿布拉莫夫 (1961年—2016年)
- 阿纳托利·瓦西里耶维奇·佩图霍夫 (1934年—2016年)
- 瓦西里·安德烈耶维奇·普利金 (1922年—1987年)